# Mahin
Mahin (arab. ‏مهين‎) – miasto w Syrii, w muhafazie Hims. W spisie z 2004 roku liczyło 11 064 mieszkańców.
1 listopada 2015 zdobyte przez terrorystów ISIS, wyzwolone 29 grudnia 2015 przez syryjską armię.